# W Regionális Park

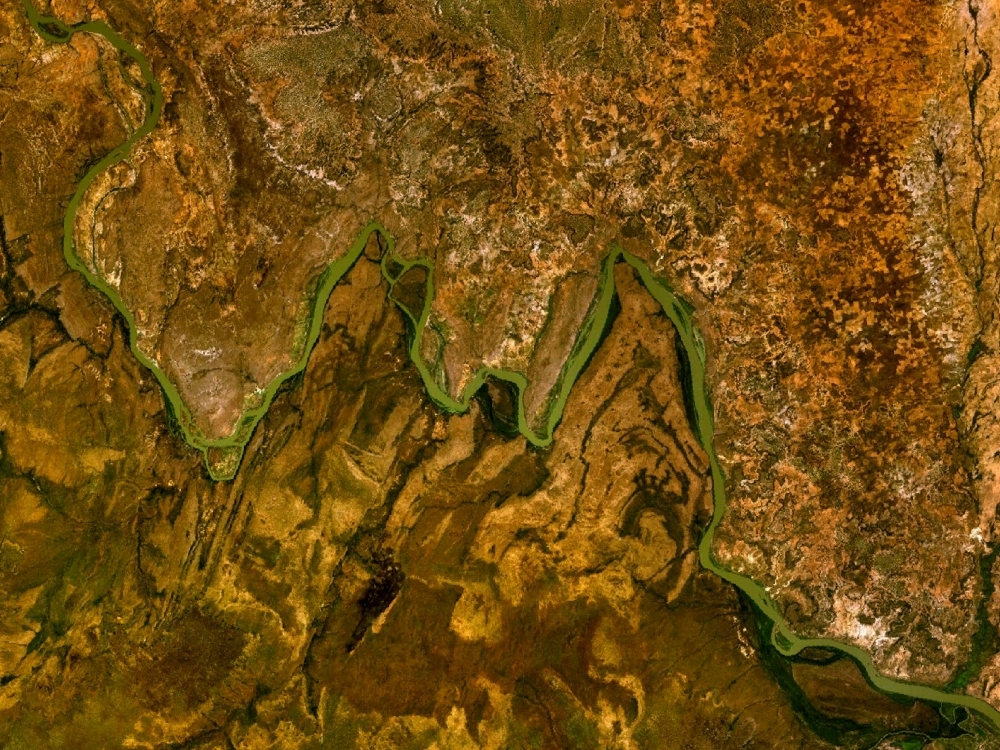
Műholdfelvétel a Niger W alakú kanyarulatáról

A W Regionális Park három országban fekvő, nemzetközi együttműködéssel működtetett nyugat-afrikai természetvédelmi terület, amelyet még a gyarmati időszakban hoztak létre a francia hatóságok W Nemzeti Park néven. Francia Nyugat-Afrika megszűnése óta Benin, Burkina Faso és Niger osztozik rajta. Nevét az utóbbi országban közelítőleg W alakban kanyargó Niger folyóról kapta. 
Összességében 10 302 km² területen helyezkedik el, így ez Nyugat-Afrika legnagyobb védett szavannás területe; körülötte mintegy 50 000 km²-nyi egyéb védett terület és ütközőzóna helyezkedik el, ezekkel együtt alkotja a WAPO néven ismert ökoszisztémát. A park egésze bioszféra-rezervátum és fontos vizes élőhely lévén szerepel a rámszari egyezményben, nigeri tagja pedig a Világörökség része.

## Története
Bár a vasban gazdag laterit már korán fémmegmunkálás kialakulásához vezetett a területen, és számos ősi emlék maradt fenn (főleg temetők), a területet a történelem során viszonylag kevéssé érintette az emberi tevékenység, mivel gyakoriak voltak a járványok (elsősorban a folyami vakság és álomkór). A 18–19. században az egymással hadakozó államok között egészségtelen viszonyai miatt is afféle senki földjévé vált. A területet a már francia gyarmati időszakban, 1926-ban potenciális rezervátumnak nyilvánították, és 1937-ben meg is alakult az ország első védett területeként. 1953-ban összfaunarezervátum lett, és 1954-ben nemzeti parkká alakult. 
Francia Nyugat-Afrika 1958-ban megszűnt, Felső-Volta (Burkina Faso), Dahomey (Benin) és Niger 1960-ban függetlenedett, megörökölve a nemzeti park egy-egy részét. A legnagyobb, mintegy 577 235 hektáros részt Benin szerezte meg, a másik két állam pedig nagyjából fele ekkora területet kapott (Burkina Faso 235 543 hektárt, Niger 221 142 hektárt örökölt). Míg Burkina Fasóban és Beninben a függetlenség első évtizedei során elhanyagolták a természetvédelmi területet, ami emiatt fokozatosan degradálódott, Nigerben mindvégig különös gondot fordítottak a megőrzésére. (1962-ben két szomszédos rezervátumot is kialakítottak Nigerben afféle ütközőzónaként: a Dosso Részleges Rezervátumot északkeleten a Niger túlpartján, illetve a Tamou Összfaunarezervátumot északon, a Tapoa folyó túlpartján.)
Az összefüggő védett területek megőrzésére tett közös lépések ötlete 1984-ben merült fel. Ekkor benini kezdeményezésre Cotonouban tartottak egy találkozót a benini és burkinai illetékesek, hogy megvessék az államközi együttműködés alapjait. Rövidesen a nigeri kormányzat is bekapcsolódott a tárgyalásokba. 1987 novemberében, egy natitingoui találkozó során az együttműködési program főbb vonalait fektették le, továbbá meghatározták az érintett területeket. Azóta több miniszteri szintű találkozót tartottak; 2000-ben a tapoai nyilatkozatban megerősítették a három fél projekt beindítására vonatkozó szándékát, és meghatározták a végrehajtás menetrendjét is. A ECOPAS néven ismert programot az Európai Unió finanszírozta 2001-2005 között 20 millió eurónyi értékben: ebből 3-3 millió járt az egyes országoknak, a maradék 11 milliót a regionális fejlesztésre fordítottak. A projektet a Nyugat-afrikai Gazdasági és Monetáris Unió is támogatta, a gyakorlati megvalósításban pedig a Természetvédelmi Világszövetség nyújtott segítséget. A regionális parkot a három állam kezdeményezésére az UNESCO Ember és Bioszféra Programja (MAB) keretén belül bioszféra-rezervátummá nyilvánította 2002-ben, elsőként Afrikában.
A nigeri parkot 1987-ben, a burkinait 1990-ben, a beninit pedig 2007-ben a rámszari egyezménybe is felvették mint fontos vizes élőhelyet, nigeri részét pedig az UNESCO 1996-ban felvette a Világörökség-listára. Benin 1996-ban szintén jelentkezett ez utóbbi cím elnyerésére, és 2004-ben Burkina Faso is követte a példájukat.

## Szervezete
A parkot egy irányító tanács (Conseil d’Orientation) vezeti, amely évente egyszer ülésezik, és a döntéshozók érdekképviseletét látja el. Tagjai az egyes országok minisztériumai és technikai szolgálatai, a különféle környezetvédelmi és tudományos szervezetek, kutatóintézetek képviselői, illetve a finanszírozó szervezetek és a Nyugat-afrikai Gazdasági és Monetáris Unió képviselői. A helyi közösségek és a magánszektor is reprezentálva van a tanácsban. A regionális park irányítása az évi kétszer ülésező tudományos és kutatási bizottság (Comité Technique de Suivi) feladata, ami az irányítás koordinációjáért, a kutatómunka szervezéséért, a tíz különféle népcsoportba tartozó, főleg legeltető állattartással foglalkozó, vándorló helyiekkel ápolt kapcsolatokért és a kiadásokért felelős. A gyakorlati irányítás a három „nemzeti komponens” és a regionális koordinálóbizottság kezében van.

## Földrajzi viszonyai, élővilága

A WAPO, azaz a regionális park és a környező védett területek térképe

A talaj sok helyen köves, főleg a prekambrium időszakából származó kőzetek jellemzik (kvarc, agyagpala, gneisz). Helyenként ezek felett harmadidőszaki eredetű, vasban gazdag lateritfennsíkok alakultak ki. A folyók körül negyedidőszaki alluviális síkságok húzódnak. A park döntően sík, legmagasabb része a Beninben húzódó Atakora-hegység, amelynek 641 méteres a legnagyobb csúcsa. A vonulat a burkinai határon a Mekrounál ér véget a Kudu-vízesés környékén. Az éves csapadékmennyiség kb. 700 mm. A park vízfolyásai közül egyedül a Niger állandó, az Alibori, illetve a magának szurdokot vágó Mekrou és a Tapoa medre a novembertől áprilisig tartó száraz időszakban kiszárad.
A park növényvilága átmeneti jellegű a száheli és a szavannai vegetációtípus között: a terület déli része erdős szavanna fákkal és évelő lágy szárúakkal, északi területét pedig bozótos borítja, a nyílt füves puszták aránya csekély. A Nigert tápláló folyók völgyeiben és más felföldi vizes területeken galériaerdők a meghatározóak, északon a nyálkafafélék (Combretaceae), az akáciák (Acacia) és a Balanitis-fajok a jellemzőek.
A park emlőseit számos növényevő (pl. afrikai elefánt, kafferbivaly, fakó lóantilop, vörös tehénantilop, bozóti antilop, gyűrűsfarkú víziantilop, oribi, közönséges nádiantilop, közönséges mocsáriantilop, pusztai bóbitásantilop, deres bóbitásantilop) képviseli, a mindenevőket pedig egyebek mellett az Anubisz-pávián és a varacskosdisznó. A ragadozók közül az oroszlánok, gepárdok és különösen az afrikai vadkutyák populációi jelentősek. A védett vizek lakója a nílusi víziló és krokodil, valamint az afrikai manátusz és a foltosnyakú vidra.
A madárvilág is bőséges: legalább 355 állandó és vonuló madárfajt figyeltek meg a területen, közülük számos veszélyeztetett. A park kulcsfontosságú madárfajai: fakó rétihéja, arábiai túzok, Eupodotis savilei, észak-afrikai kacagógerle, szenegálpapagáj, viola turákó, kékhasú szalakóta, vöröstorkú gyurgyalag, szakállas bajszika, sárgacsőrű gébics, pálmaszarka, Hirundo leucosoma, Galerida modesta, Prinia fluviatilis, málinkóposzáta, szürkefejű eremomela, ibolyás fényseregély, vöröshasú fényseregély, pikkelyesfejű rozsdásrigó, kormos tüskebujkáló, fehérfejű hangyászrigó, bajszos szövőveréb, aranyveréb, Petronia dentata, Heuglin-szövőmadár, auróraasztrild, álarcos amarant, vörösfarkú asztrild, korallcsőrű asztrild.